# Castrul roman Potaissa
Cel mai important monument istorico-arheologic al orașului Turda este Castrul roman Potaissa  al Legiunii a V-a Macedonica, de pe platoul numit Dealul Cetății. Acesta a reprezentat un punct de reper pentru studiul civilizației daco-romane care s-a stabilit în Dacia în a doua jumătate a secolului II e.n.. Aceste locuri ne oferă informații referitoare atât la ceea ce s-a petrecut aici din 168 până în 271, dar și indicii asupra civilizațiilor preromane care și-au dus veacul pe acest teritoriu. Tocmai din acest punct de vedere, este important ca înainte de afla despre marile descoperiri arheologice care au ieșit la suprafață din multele campanii de săpături sistematice, să aflăm despre istoria locului, care astăzi este cunoscut sub denumirea de Castrul Legiunii a V - a Macedonica, și care este înscris pe lista monumentelor istorice din județul Cluj, elaborată de Ministerul Culturii din România în anul 2015 (cod LMI CJ-I-s-A-07208).

## Istoric - Potaissa și Legiunea V Macedonica
„Numele localității devenită în anul 168 garnizoana Legiunii V Macedonica este cunoscut în două variante: Potaissa - în inscripțiile din Dacia, și Patavissa - în inscripțiile din Salona și celelalte izvoare.” Originea dacică a toponimului este un clară, descoperirile arheologice dovedind existența unei Potaisse dacice pe ruinele căreia s-a întemeiat așezarea romană. Mai mult decât atât, o serie de legiuni romane și-au dus veacul aici, începând cu anul 106 când aici s-a stabilit o așezare daco-romană. „Situată fiind lângă Arieș, pe drumul principal care străbate Dacia [...], înconjurată de terenuri fertile, propice agriculturii, benefeciind de păduri, cariere de piatră și, poate, de exploatarea sării în apropiere, așezarea avea toate condițiile de dezvoltare în cadrul noilor structuri economico-sociale romane.”
Din 108, până ca Legiunea V Macedonica să se stabilească aici, cu toate ce documentele istorice nu atestă nimic clar, descoperirile arheologice efectuate în cadrul săpăturilor sistematice oferă câte un indiciu despre ceea ce a fost la Potaissa înainte. Cu toate că diferitele unelte de bronz sau fier, a fragmentelor de ceramică, sau chiar a monedelor, nu ne oferă nici ele o imagine foarte clară, este de remarcat faptul că la Potaissa au fost descoperite în jur de două sute de „monede emise de Vespasian, Domițian, Nerva, Traian, Hadrian și Antoninus Pius.”
Printre acele civilizații preromane care s-au stabilit la Potaissa s-au numărat o serie de alte trupe auxiliare:
- Cohors I Flavia Ulpina Hispanorum miliaria civium Romanorum equitata, care se presupune că ar fi participat la războaiele de cucerire ale Daciei, dar și la „constuirea tronsonului de drum Potaissa-Napoca, în anul 110”[5]. Mai mult decât atât există și alte dovezi conform cărora această cohortă ar fi staționat la Potaissa după stăpânirea romană, stabilindu-se într-o cetate care se spune că ar fi fost ridicată pe timpul lui Traian, fiind mai apoi ocupată de Legiunea V Macedonica.
- Cohors I Batavorum miliaria, o unitate auxiliare a cărei staționări la Potaissa este estimată ca fiind în prima jumătate a secolului al II – lea, dovezile fiind două inscripții funerare și „un epitaf al unui miles”[5] provenit din această cohortă.
- Legio XIII Gemina se presupune, precum în cazurile anterior menționate, prezența unui detașament temporar al acestei legiuni la Potaissa.

### Venirea Legiunii V Macedonica în Potaissa
Până în anul 168 zona cunoscuse o dezvoltare lentă, fără mai salturi economico-sociale. După venirea Legiunii în anul 168, acest spațiu „intră în ritmul de viață trepidant caracteristic marilor centre militare” Cel mai bine se poate observa acest lucru din punctul de vedere al unui „boom” demografic (20.000 - 25.000 de locuitori), economic și cultural, care în timp a dus la formarea prestigiului și transformarea unui sat într-un adevărat oraș, care la finele secolului al II - lea „intră în faza maximei sale dezvoltări, plasându-se astfel pe locul trei al marilor orașe din Dacia intracarpatică - înaintea sa aflându-se Apulum și Ulpia Traiana Sarmizegetusa.
în acest fel apogeul atins între 168 și 271 este condiționat în cel mai înalt grad de prezența Legiunii care a reprezentat imaginea tipică a unui oraș militar din Dacia, unde „militarii și veteranii <<dau tonul>> în viața socială, chiar economică și culturală”. În plus, Potaissa rămâne rezultatul încă palpabil al romanizării, reușind să atingă acest prag evoluționist datorită „locuitorilor săi, fie aceștia agricultori sau militari, meșteșugari ori negustori, autohtoni daci și coloniști la început, topiți curând laolaltă în masa poporului daco-roman, plămada etică a viitorului popor român.”

## Rezultatele campaniilor de săpături arheologice sistematice
Cu toate că au existat o serie de mai multe campanii de săpătură pentru a dezvălui ceea ce se afla în zona acoperită cu pământ odată cu trecerea mileniilor, cele mai interesante sunt cele din 1971 - 1976 și 1977 - 1782, ambele sub supravegherea istoricului și arheologului român Mihai Bărbulescu. Cu toate că informațiile sunt prezentate într-un mod - după cum bine ne putem închipui - teoretic, ele ne oferă o imagine de ansamblu a modului în care castrul și toate elementele componente ale acestuia au fost descoperite și cercetate de-a lungul timpului.

### Săpăturile din 1971 - 1976
În aceste campanii de săpătură, „lucrările au urmărit, în principal, stabilirea sistemului de fortificație al castrului și cercetarea construcțiilor din interior.”. Astfel, pentru a începe discuția noastră într-un mod logic, vom lua cele mai semnificative descoperiri și le vom analiza conform datelor pe care Mihai Bărbulescu le-a așezat pe foaie.

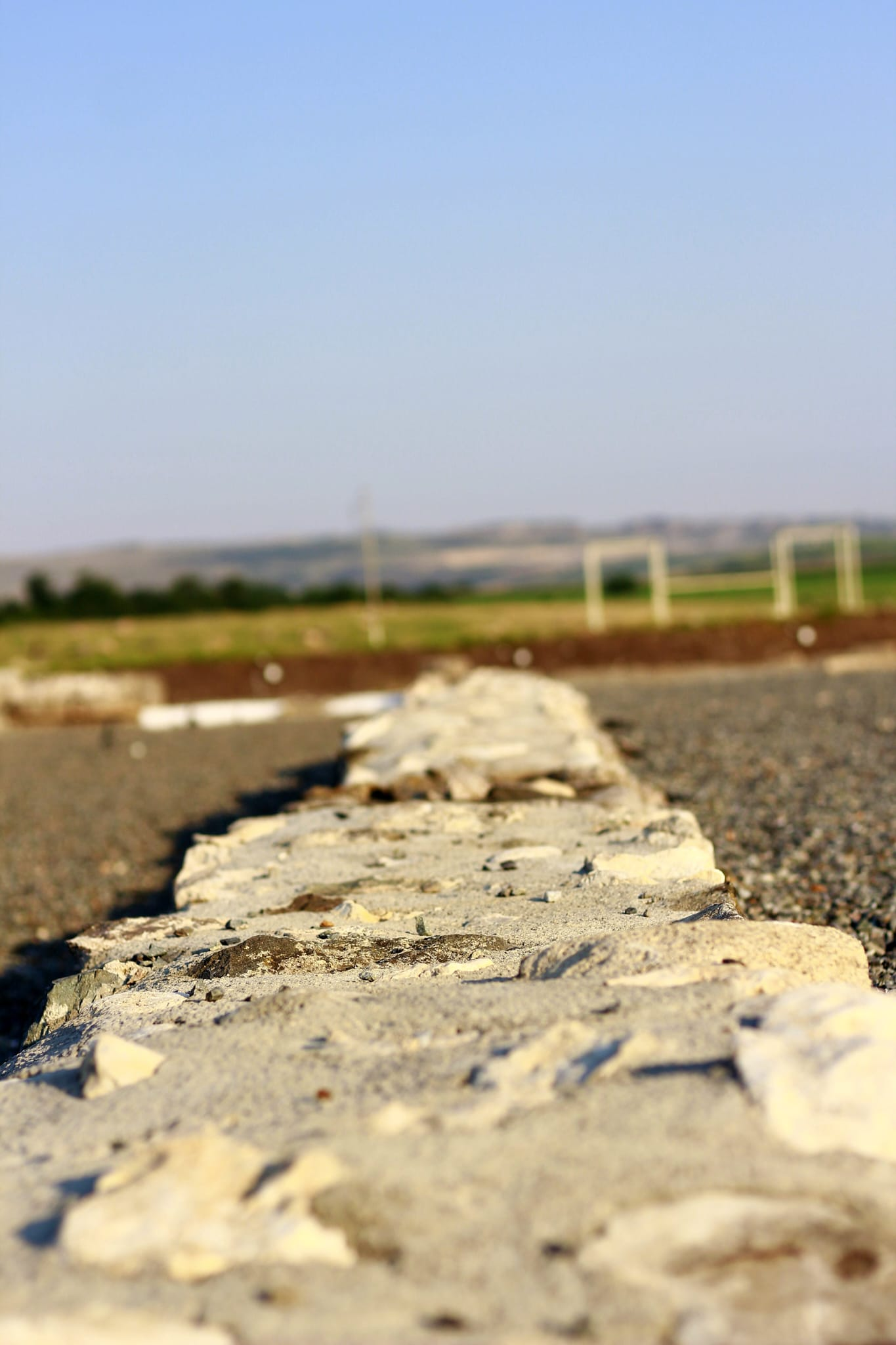
Fundație de zid - vizitarea Castrului Legiunii V Macedonica

Așadar, vom începe discuția noastă de la zidul de incintă al castrului, denumit și murus, descoperit din întâmplare în timpul cercetării unui bastion (nord – vest). Din acest zid s-a păstrat numai fundația (1 metru), construită atât din piatră de carieră și mortar (opus incertum), cât și din piatră de râu amestecată cu nisip și pământ, având o grosime de 1,70 – 2,00 metri. Bastionul de nord – vest anterior menționat, a fost cercetat în întregime și s-a dovedit că racorda latura de nord a castrului cu cea de apus (vest) „printr-o curbură de 18 metri.”. Cu toate acestea, o cercetare mai amănunțită nu a fost posibilă, nivelul de călcare antic fiind „în cea mai mare parte distrus de arături” de Epocă modernă.
Trecând mai departe, e poarta de vest este situată la mijlocul laturii scurte de vest a castrului. Cu toate acestea, necunoscând orientare generală a lui, „nu ne putem încă pronunța asupra numelui acestei porți (pretoria sau decumana)”. Poarta este formată din două turnuri dreptunghiulare, fundația, precum în cazul zidului de incintă, este cea care s-a păstrat aproape în întregime, tehnica de construcție fiind aceeași (opus incertum). Deschiderea porții este de 12 metri, în centrul ei aflându-se și un zid median de 2.8 metri lățime, care avea întrebuințarea de a susține cele două arcade de piatră ale porții, dar acela de a delimita accesul între partea nordică și partea sudică.
Barăcile (locuințele soldaților) s-au descoperit între 1971 – 1973, caracterizate fiind drept niște încăperi compartimentate care au o mărime aproximativă de 7,50 pe 5,30 metri. Cu toate că au fost construite în întregime din piatră (opus incertum), și din acestea s-au mai păstrat numai părțile inferioare ale zidurilor. Aici s-au mai descoperit și câteva „<<pișcoturi>> de teracotă, folosite la pardoseală”, cu toate că în aceste încăperi, pardoseala constă într-un „strat de mortar amestecat cu nisip și pământ bătut, uneori cu mici elemente de cărămidă, gros de cca. 5 – 10 cm”.
În plus, în 1976 s-a descoperit „un canal care era folosit la evacuarea apelor reziduale din interiorul castrului”. Acesta era mărginit de două ziduri construite cu tehnica opus incertum, având lățimea de 0,70 metri; fundul canalului fiind „pardosit cu cărămizi pătrate [...] așezate peste un strat de nisip și pietriș mărunt”, fiind totodată acoperit cu lespezi de piatră.
Cu toate că s-au făcut descoperiri semnificative când vine vorba de ceea ce ține de cunoașterea Castului Legiunii V Macedonica, materialul arheologic descoperit este unui specific oricărui castru din a doua jumătate a secolului al II – lea. Când vine vorba de materialul principal folosit în construcții, după cum bine am putut vedea, acesta este piatra de calcar scoasă din carierele de piatră din Cheile Turzii, dar și alabastrul (puțin mai rar întâlnit). În plus, din albia râului Arieșului se extrăgea piatră de rău, care după cum am putut vedea în cazul construcției zidului de incintă, era folosită în fundații.

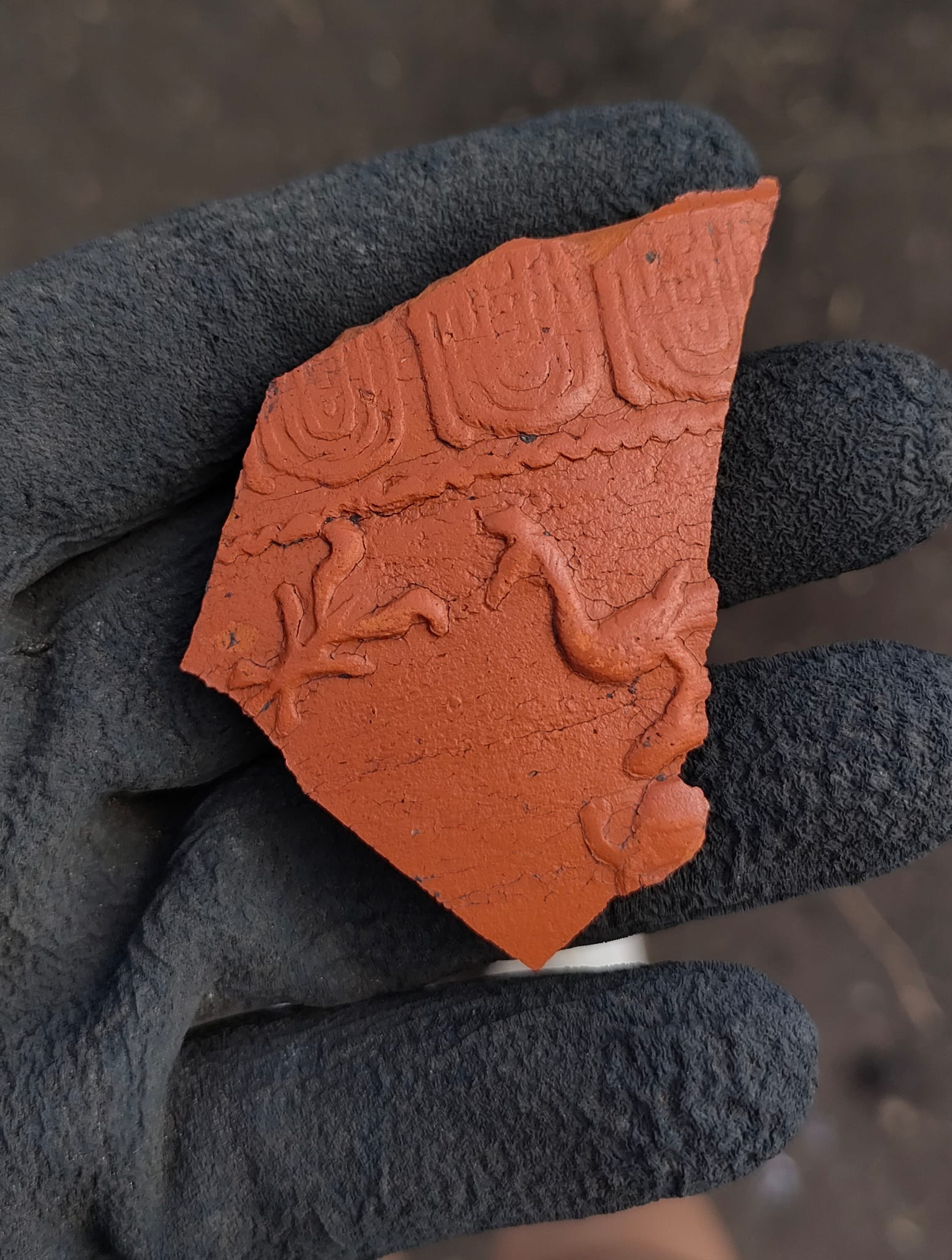
Fragment de terra sigilata găsit în canabaele Castrului Legionar de la Turda (Potaissa)

Țiglele descoperite reprezintă un număr destul de mare, acestea păstrându-se destul de bine, fiind de calitate superioară. Multe dintre acestea aveau diferite ștampile: LVM, LEGVM, LEGVMAC, toate  arătând apartenența lLegiunii la Potaissa. Ceramica a fost și ea descoperită într-un număr covârșitor, remarcându-se încă „de la început preponderența ceramicii roșii asupra celei cenușii”, fiind și mai rar descoperite fragmente de terra sigilata.
Schimbând materialul prim, trecem la fier, din care erau mai apoi confecționate cuiele, piroanele, cuțitele, cheile, cârligele, dar și armele, „cele mai frecvente sunt vârfurile de pilum”. Din categoria armurilor „s-au păstrat solzi de lorica quamata, aplice de la cingulum, precum și un prinzător de teacă”.
Aceste cercetări sistematice efectuate în cadrul acestui sit de legiune, oferă arheologilor și istoricilor teme de cercetare, dezbatere și interpretare; cu ajutorul cărora se vor putea stabili pe viitor noi conexiuni ale cunoașterii cu privire la epoca romană pe teritoriul Daciei.

### Săpăturile dintre 1977 - 1982
„În continuarea primului raport asupra cercetărilor arheologice din castrul de la Potaissa, care înfățișa principalele rezultate obținute în campaniile 1971 – 1976”, Mihai Bărbulescu de prezintă adăogirile care au avut loc în timpul noii săpături sistematice pe Castrul Legiunii V Macedonica.
După cum bine ne putem aminti, în capitolul anterior, dl. Bărbulescu ne spune despre descoperirea a două porți despre care nu au putut afla mai multe, neștiind încă orientarea cardinală a castrului. Ei bine, cu această nouă campanie de săpătură, s-a descoperit că poarta decumana este orientată spre răsărit, iar poarta pretoria, zona în care începuseră săpăturile în 1976, fiind orientată înspre vest. Totodată, măsurată fiind lungimea castului, „măsurată de la 120 m nord de zidul sudic, este de 573 m, iar lățimea fortificației [...] măsurată la 43 m est de zidul vestic, este de 408 m.”. Când vine vorba despre drumul de acces în castru, acesta „este corespunzător ultimei faze de funcționare”, iar ceea ce este foarte interesat ține de un zid dărâmat al cărui temelie mai poate fi văzut între poarta decumana și un turnul de supraveghere îndreptat spre nord. Se crede că „jumătatea nordică a porții a fost blocată, iar ulterior redeschisă: zidul care barase intrarea a fost demolat până la temelie, iar drumul a fost refăcut”.
Trecând mai departe la descoperirile care s-au făcut în barăcile despre care vorbiserăm în capitolul anterior, după cercetări amănunțite, s-a putut stabili că acestea erau organizare în două cohortes, rezultând un total de șase barăci de 69,90 pe 89,20 metri. Precum în cazul celorlalte construcții despre care am mai vorbit, zidurile barăcilor erau construite din piatră, ridicate pe o fundație din piatră de râu, acoperișul fiind, bineînțeles, din țigle. Fiecare dintre barăci era destinată unei centurii, dispunând de unsprezece încăperi. Zece dintre acestea erau aproximativ egale ca dimensiuni (5,30 ˟ 5,80 – 6,80 ˟ 7,00 metri), cea de-a unsprezecea având formă de „L” de 5,45 ˟ 5,60 – 10,40 ˟ 10,45 metri. Având în vedere forma în care erau poziționate, ele formau o curte interioară. „În fiecare dintre cele zece încăperi ale unei barăci erau adăpostiți 8 militari, ceea ce corespunde centuriei de 80 de oameni, iar împreună, cele șase barăci cuprindeau 480 de militari, adică tocmai efectivul unui cohorte.”
Când vine vorba despre drumurile din castru, acestea, ne spune Bărbulescu, erau construite din straturi marnă sau pietriș din rău. Via pretoria (drumul secundat, lat de 10,30 metri) și via principalis (drumul principal, lat de 9,40 metri) erau orientate de la nord la sud, legând poarta decumana de poarta pretoria.
Principia (reprezenta sediul comandamentului în cetățile romane, mai precis în castre) este  „cel mai reprezentat edificiu din castru [...] care consemna zona centrală a castrului.” Aceasta era sub formă de dreptunghi, „ocupând o suprafață de 121 ˟ 72 m, fiind prin urmare una dintre cele mai mari clădiri de comandament cunoscute în Imperiul Roman.” Ceea ce este destul de interesant despre principia de la Potaissa este faptul că ea este compusă din două părți, o curte mare și una sacră, care adăpostește sanctuarul. Mai mult decât atât, ea are trei aripi, unele dintre ele conținând încăperi dotate cu hipocaust (încălzire antică prin pardoseală). Se crede că una dintre aceste încăperi – cea mai mare – ar fi servit drept depozit pentru amfore.
Când vine vorba despre curtea sacră pe care am menționat-o anterior, aceasta „făcea trecerea spre latura vestică a principiei”, în această zonă descoperindu-se „fragmente de inscripții și de statui de bronz.” Tot aici s-a descoperit, la subsolul acestui sanctuar „camera de tezaur (aerarium). Față de nivelul de călcare al principiei, aerarium-ul este coborât cu 1,45 – 1,50 m”, putându-se astfel circula în picioare. Aici, după cum ne relatează Mihai Bărbulescu, materialul arheologic descoperit este unul despre de bogat, variind de la ceramică, la piese de metal, până la piese de podoabă și fragmente de statui imperiale, despre care vom vorbi mai în detaliu în cele ce urmează.

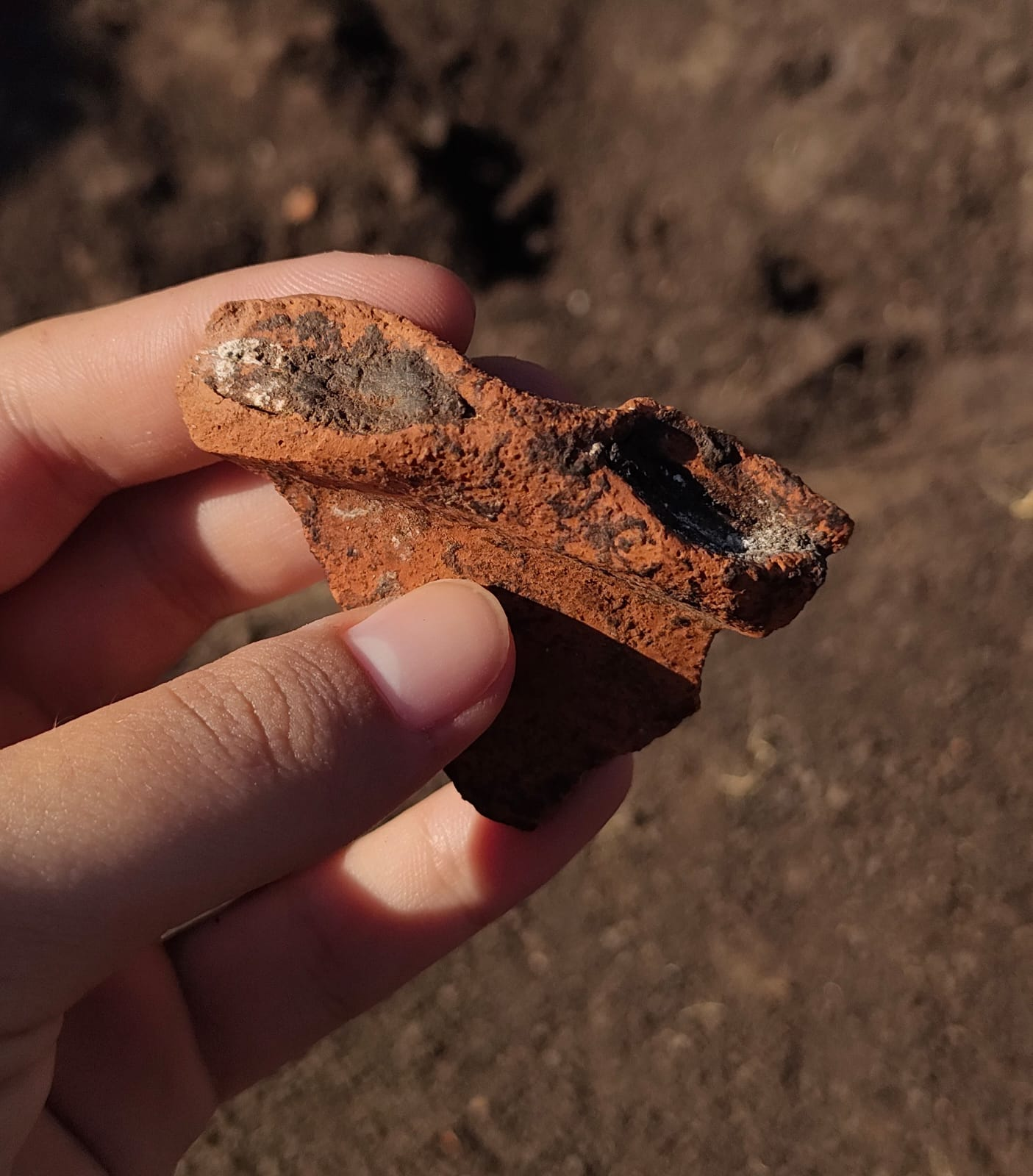
Fragment de buză de vas - bol pentru fructe - Turda - [https://dexonline.ro/definitie/canabae Canabae

Ceramica este una de o foarte bună calitate, numeroase fiind fragmentele ștampilate, terra sigilata rămânând o descoperire destul de rară, chiar dacă vorbim despre fragmente, nu vase întregi, care și ele sunt aproape imposibil de găsit. Cu toate acestea, Bărbulescu și echipa lui au avut norocul de a descoperii un singur fragment, care a păstrat forma ștampilei atelierului lui Ianuarius de la Rheinzabern și care datează din a doua jumătate a secolului II. În plus, s-au mai descoperit și câteva fragmente de amfore, care purtau ștampila grecească a depozitului de amfore.
Trecând mai departe la obiectele din metal descoperite, printre acestea s-au numărat clești, cuțite, chei și lăcate. „Din bronz și decorate cu email sunt apoi casetele pentru protejarea sigiliilor, dintre care una foarte bine păstrată, conținând ceară și resturi textile de la șnur.”. Pe lângă toate acestea, una dintre cele mai de excepție piese descoperite este un pondus de plumb, învelit cu bronz. Acesta s-a aflat într-o stare de conservare perfectă, literele de argint încrustate pe toată suprafața acestuia, permițând arheologilor să conteste că i-a aparținui unui subofițer al legiunii între anii 198 – 211. Totodată, trecând mai departe la ceea ce ține de arme, printre cele mai recent găsite se află gladiusul, dar și lorica squamata (în ceea ce ține de armură) „cu peste 2.000 de solzi de bronz, la care s-a conservat foarte bine pânza pe care erau montați solzii; în pliurile cămășii s-a descoperit și o garnitură de bronz decorată.”. Printre piesele de podoabă, cele mai predominante sunt fibulele de orice formă și mărime.
Trecând mai departe de la ceea ce ține de podoabe, arme sau armuri, ajungem la monede. Aici, înafara unei monede de aur din secolul al II – a î.e.n., mai toate monedele descoperite sunt de pe vremea Severilor, cea mai veche monedă provenind din timpul lui Valerianus.
„Plastica este reprezentată de fragmente de statui imperiale din bronz aurit, fragmente de statuete votive din bronz aurit, două statuete de bronz înfățișându-l pe Iupiter, una reprezentând un acrobat, un bust de copil, capul unei statui din piatră a lui Ammon.”. Statuile cu Iupiter se estimează că ar proveni de undeva din secolul al II – lea e.n., fiind realizate minuțios, valoarea artistică fiind una de proporții majore. Totodată, tot în sfera artei, s-au descoperit piese epigrafice, altare și inscripții onorifice. Dintre toate acestea, altarele sunt cele care „menționează prezența în legiune a elementelor autohtone prin recrutare socială”, fapt ce conturează diversitatea și mobilitatea culturală pe care Potaissa a atins-o în timpul ocupării ei de către Legiunea V Macedonica.

## Cum ajută descoperirile arheologia și istoria?
Legiunii V Macedonica a jucat un rol esențial în formarea și dezvoltarea așezării daco-romane de pe râul Arieș. Demografia, economia, cultura... toate acestea au avut de beneficiat pe urma legiunii, dovezile arheologice susținând cu tărie acest fapt. Cu toate că Potaissa se întindea pe o suprafață geografică extinsă, cea mai de preț zonă era Dealul Cetății, „pe platoul căruia străjuia impunător castrul Legiunii V Macedonica, se ridică strălucite construcții publice și private, cartiere rezidențiale și meșteșugărești.” Chiar dacă, după cum au dovedit-o izvoarele istorice și arheologice, înainte de toate, Potaissa a fost unul dintre cele mai prospere centre militare din Dacia, a fost și una dintre dovezile precise ale romanizării populației dace, devenind încetul cu încetul „un oraș roman grație hărniciei și priceperii locuitorilor săi.”
Așa cum campaniile de săpături sistematice anterior prezentate au scos din umbra veacurilor istoria luminoasă a Potaissei, le fel vor face și campaniile de săpătură care se vor organiza pe viitor. Toate acestea au avut și vor continua să aibă rolul de a adăuga „observații importante pentru reconstituirea aspectului și vieții castrului, pentru istoria militară și politică a Daciei”, cercetarea unui obiectiv de o asemenea amploare prezentând un interes sporit atât când vine vorba despre istoria Imperiului Roman, cât și a Daciei. Procesul de romanizare este și el, după cum am putut vedea, o aripă importantă a istoriei, care poate fi cercetat cu ajutorul acestori tipuri de descoperiri arheologice.

## Vizitarea Castrului Legiunii
Prin lucrările de consolidare-conservare efectuate de către Muzeul de Istorie Turda și Universitatea „Babeș-Bolyai” din Cluj-Napoca obiective importante cum sunt: turnul de Nord-Vest, un turn de curtină, porta decumana și principia sunt astăzi puncte vizitabile.
Turul digitalizat al expoziției de la Muzeul de Istorie Turda (M.I.T.):  https://muzeulturda.com/
Obiectele descoperite aici sunt expuse la muzeele din Turda, Cluj-Napoca, Aiud, Budapesta și Viena.
La castru se poate ajunge cu mașina pe două drumuri de access: pe lângă Colegiul Național Mihai Viteazul și dinspre DN1, pe strada Romană.

## Materiale de construcție
Pentru construcțiile din castru și din colonia Potaissa romanii au folosit rocile extrase din mai multe cariere din împrejurimi (Săndulești, zona Cheile Turzii, Podeni). S-a extras mai ales calcar mezozoic (din zona Săndulești), ofiolite și tufuri ofiolitice (din zona Cheile Turzii), precum și gresii calcaroase terțiare. Blocurile fasonate și unele elemente arhitectonice se ciopleau din gresie calcaroasă terțiară, din conglomerate și microconglomerate calcaroase și din brecie cu elemente de calcar și de rocă vulcanică mezozoică. De la Runc și Poșaga era adusă la Potaissa marmură (în cantități relativ mici).

## Alimentarea cu apă a castrului[10]
Izvorul ales de romani pentru alimentarea castrului cu apă potabilă poate fi localizat astăzi în punctul numit "Izvorul Romanilor". Izvorul se află la sud-vest de satul Copăceni, pe partea dreaptă a drumului județean Turda – Petreștii de Jos. Coordonatelele izvorului: 46.592252 / 23.712100, respectiv 46°35.535‘ N / 23°42.726‘ E. De aici, până la castru, apa a fost condusă printr-un apeduct de cca 5 km lungime.
Un al doilea apeduct, pornit de la același izvor, alimenta cu apă orașul Potaissa, pe o distanța tot de cca 5 km.

## Galerie de imagini

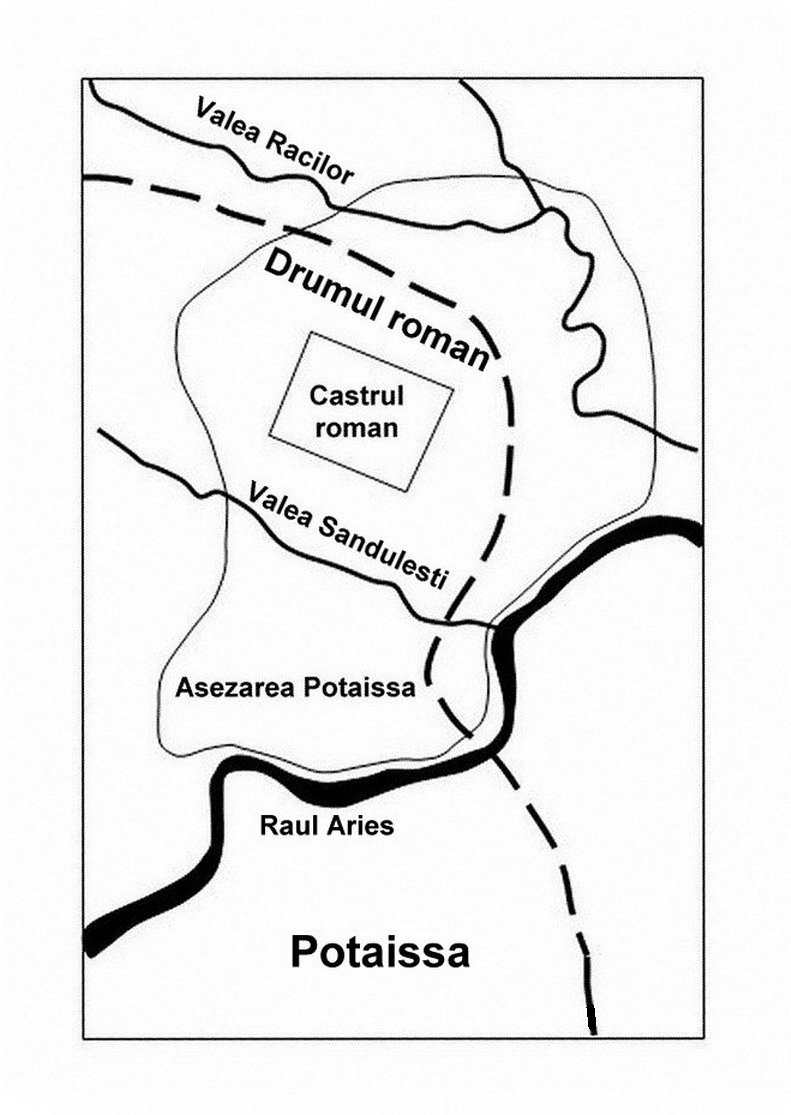
Traseul drumului roman prin Potaissa
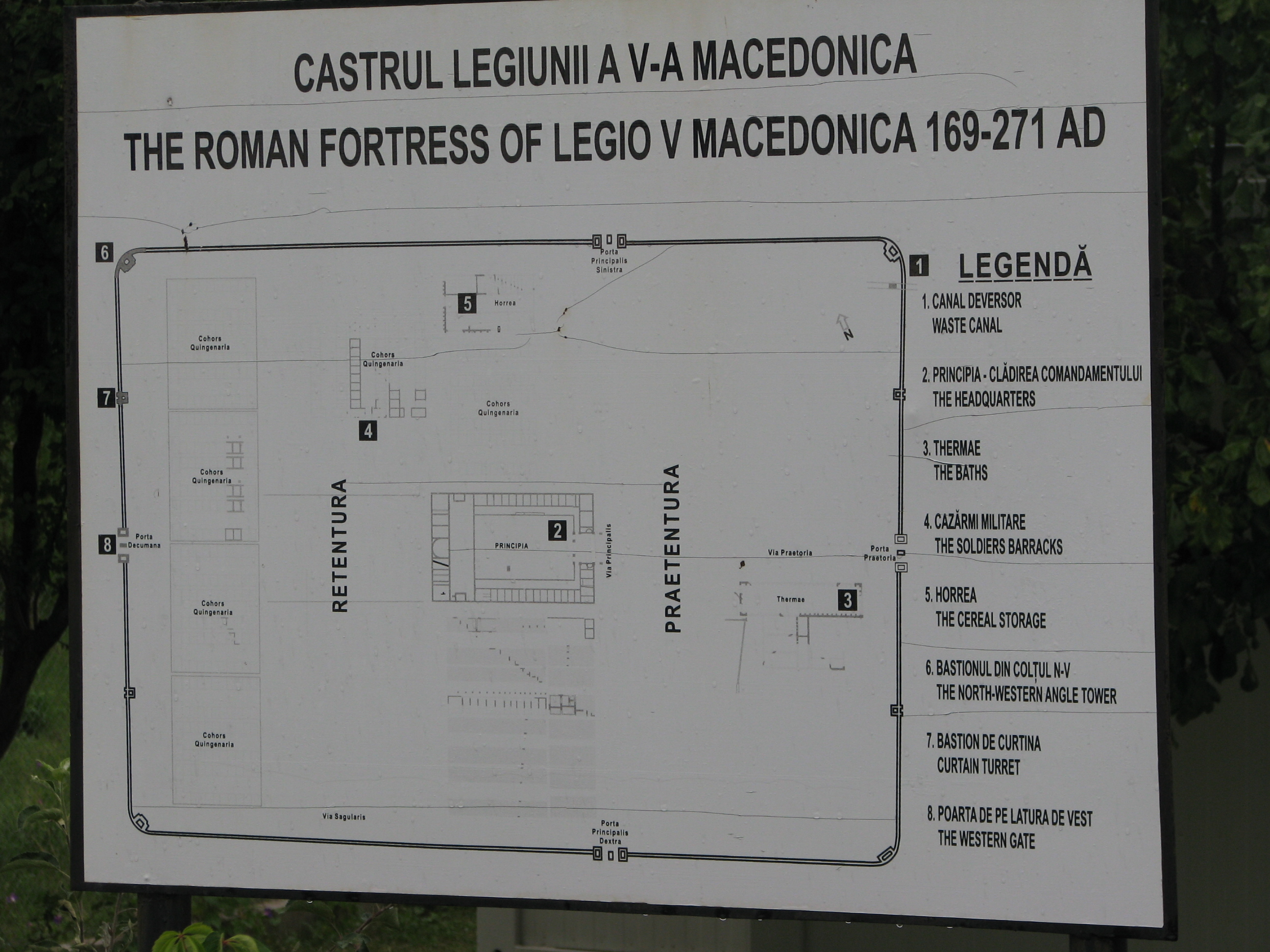
Harta castrului Potaissa
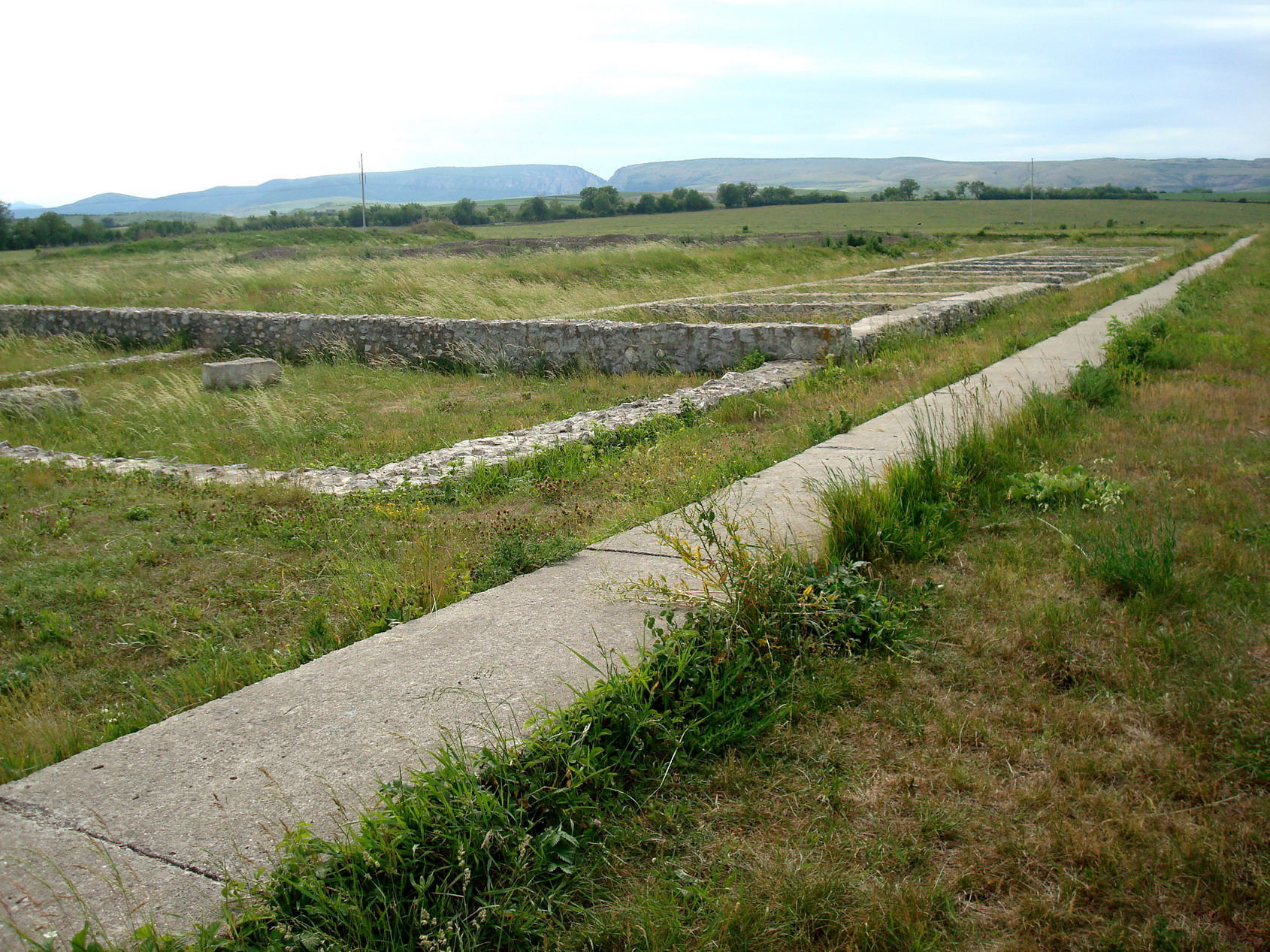
Castrul roman Potaissa (Principia - clădirea comandantului legiunii)
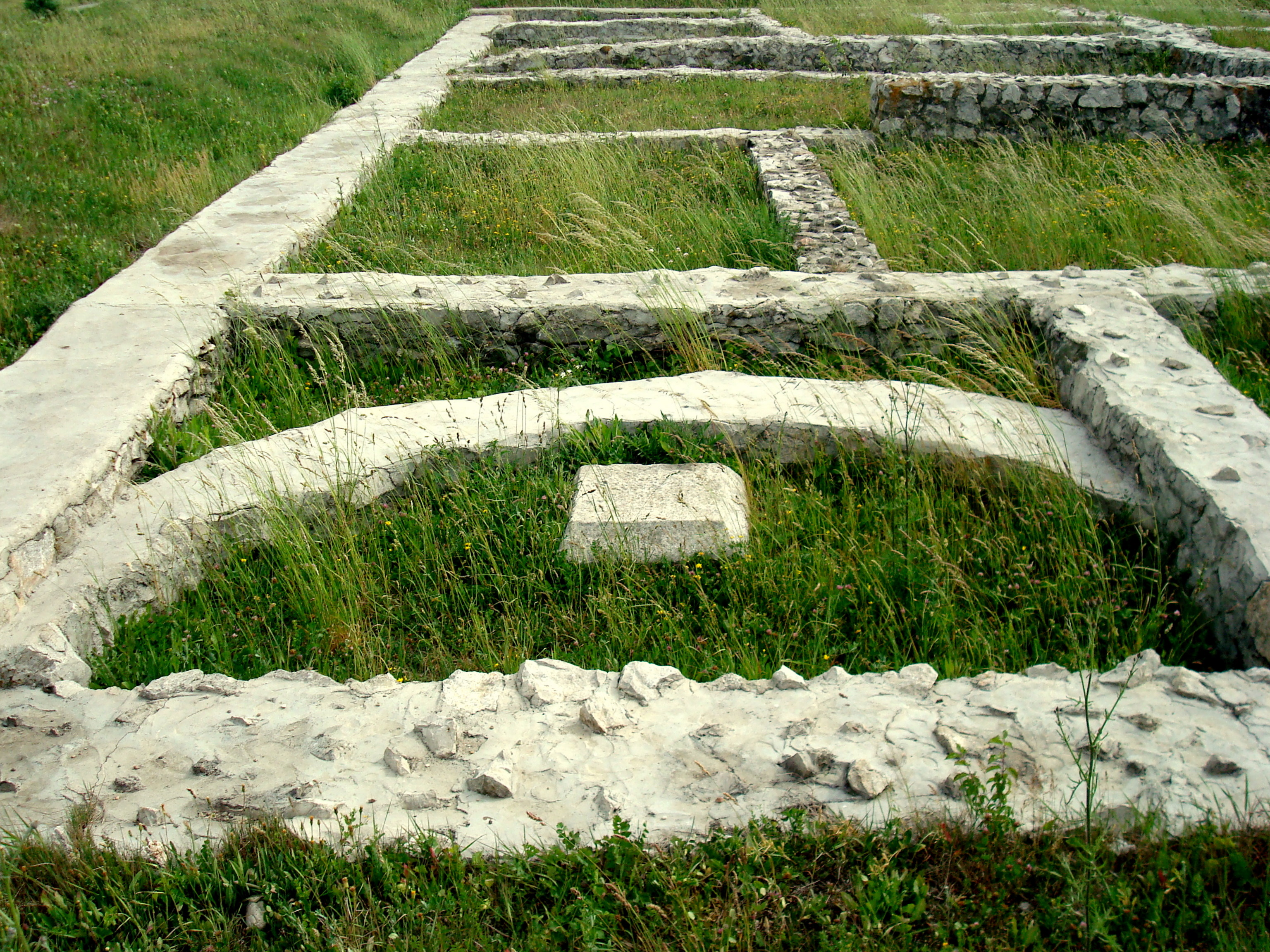
Castrul roman Potaissa (Principia - clădirea comandantului legiunii)
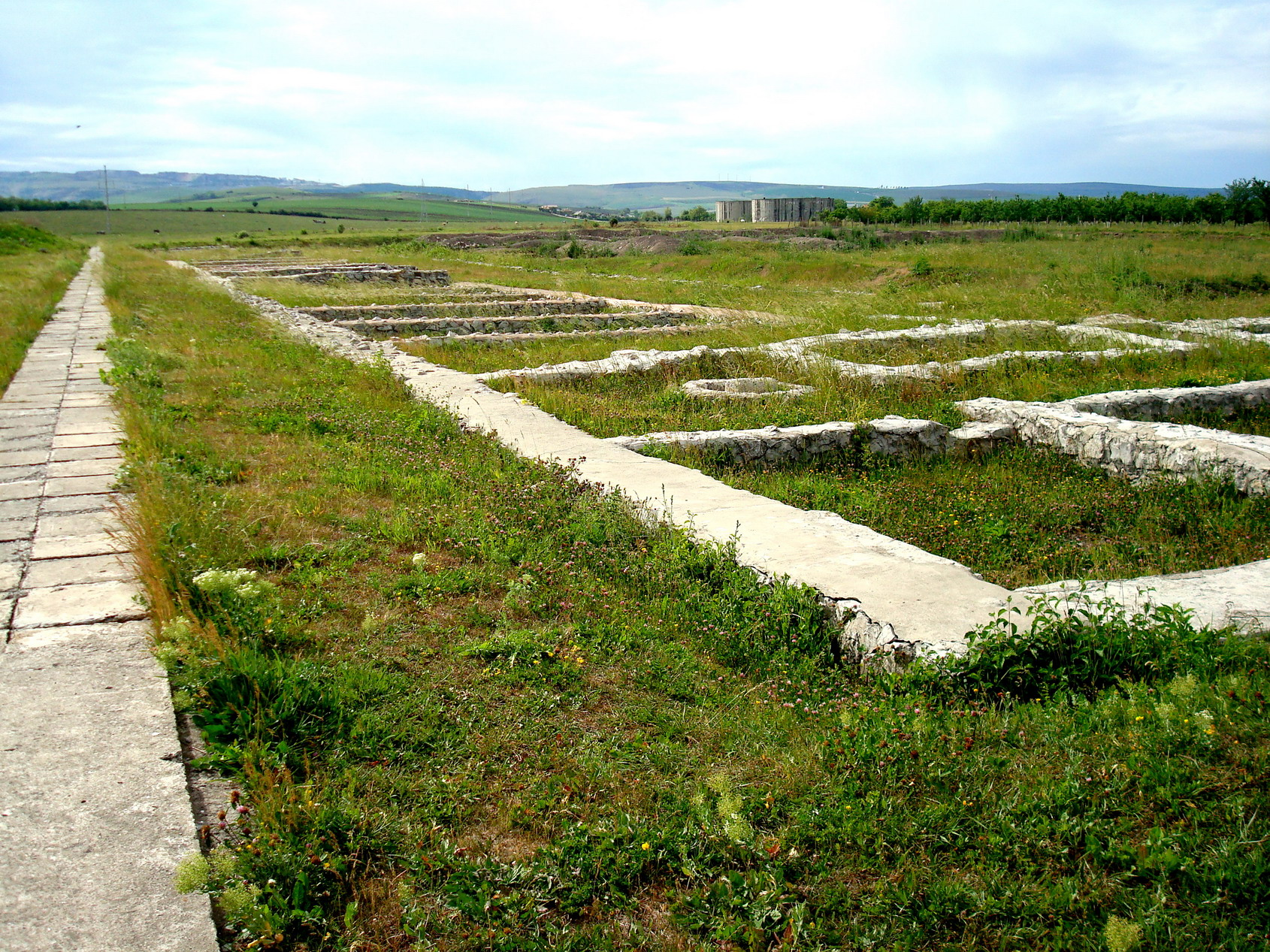
Castrul roman Potaissa (Principia - clădirea comandantului legiunii)
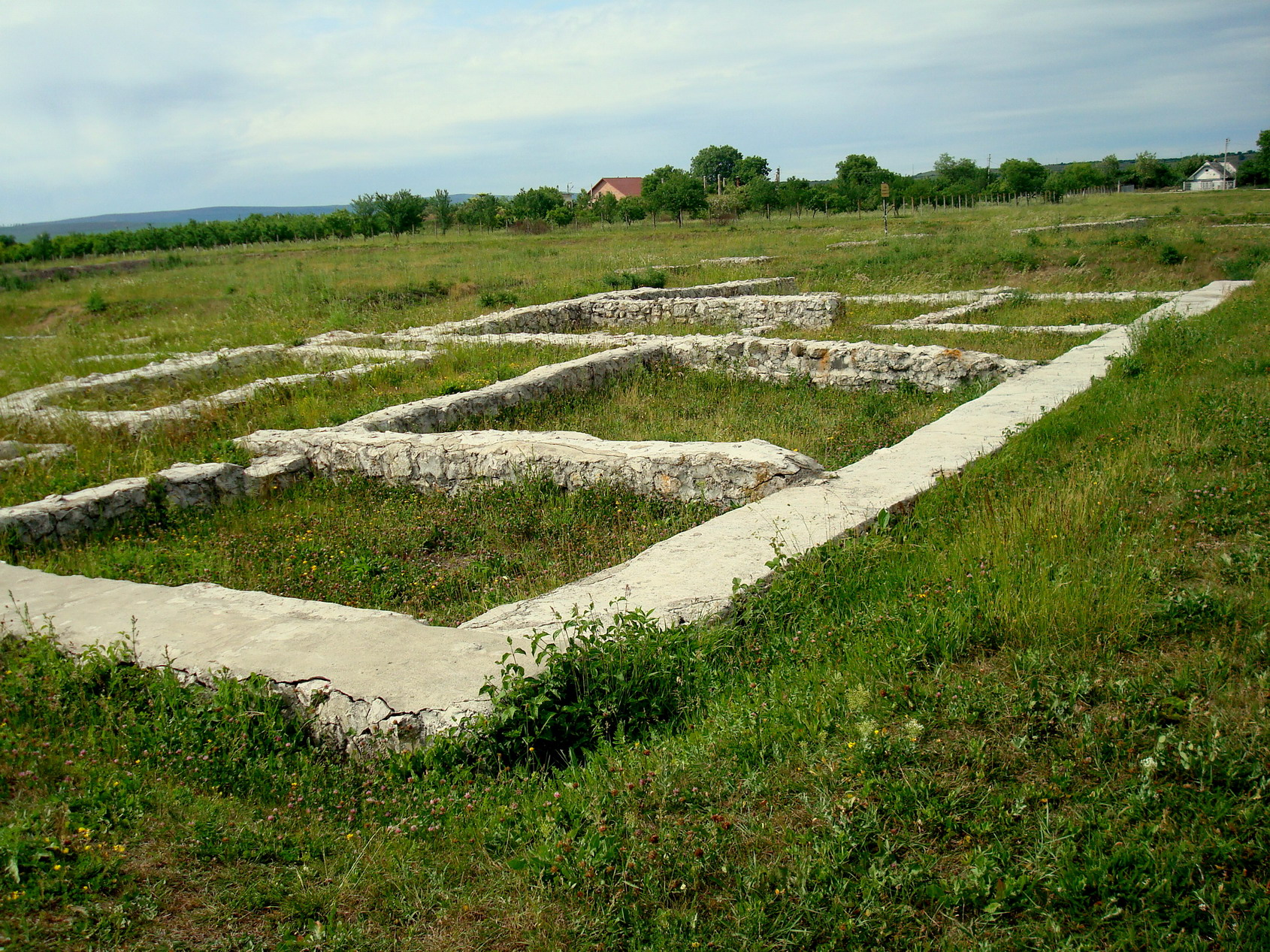
Castrul roman Potaissa (Principia - clădirea comandantului legiunii)
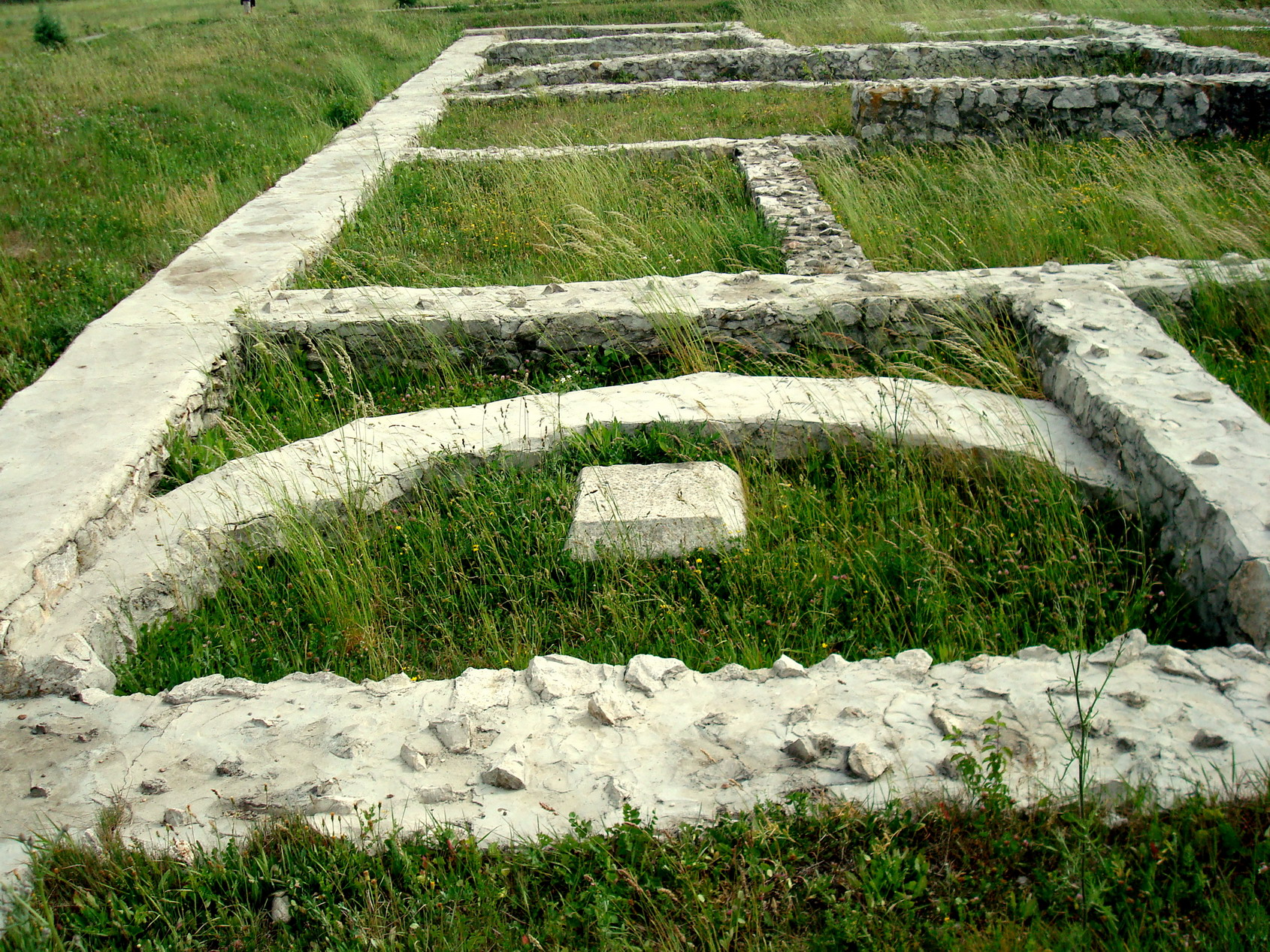
Castrul roman Potaissa (Principia - clădirea comandantului legiunii)
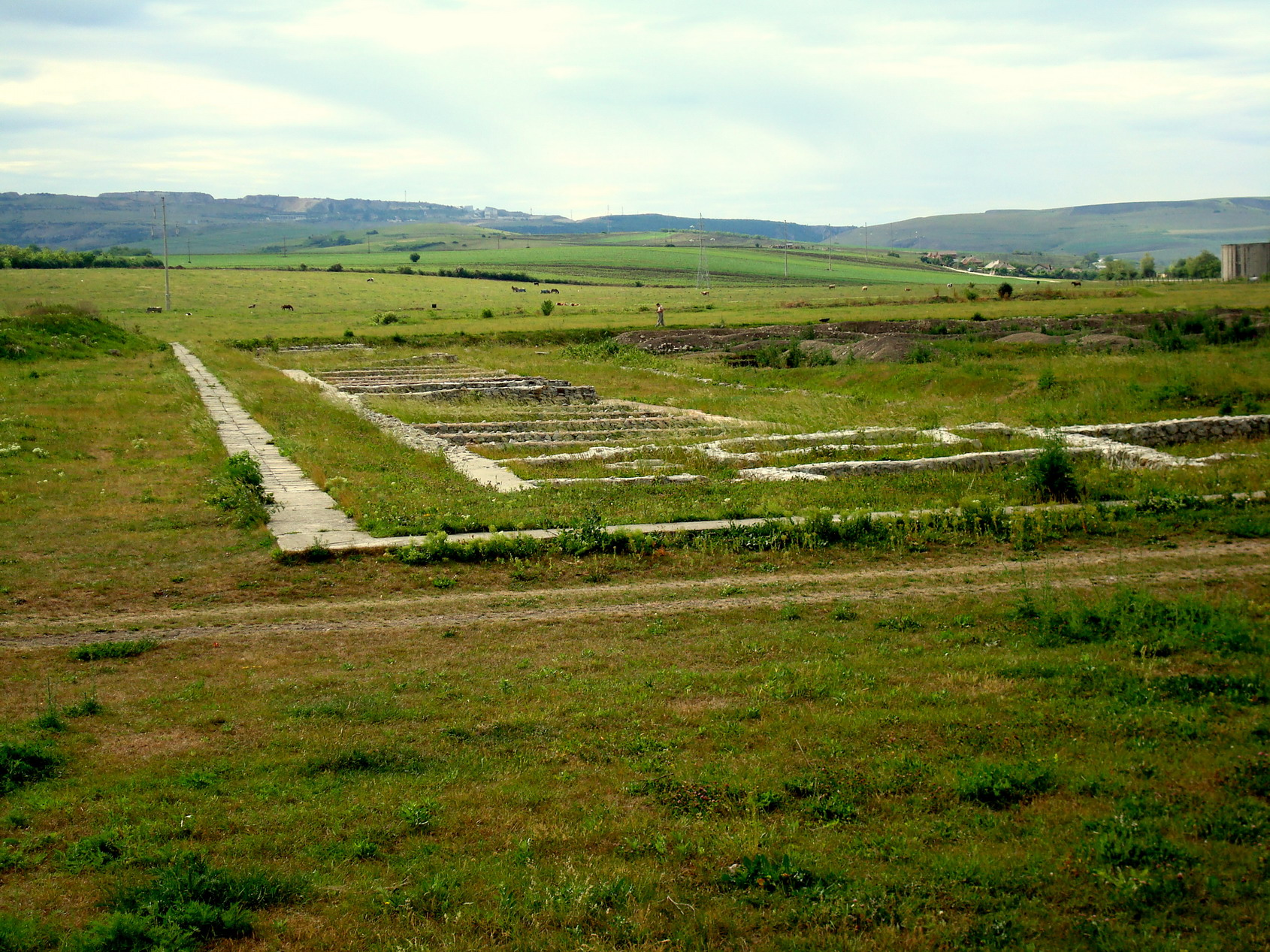
Castrul roman Potaissa (Principia - clădirea comandantului legiunii)
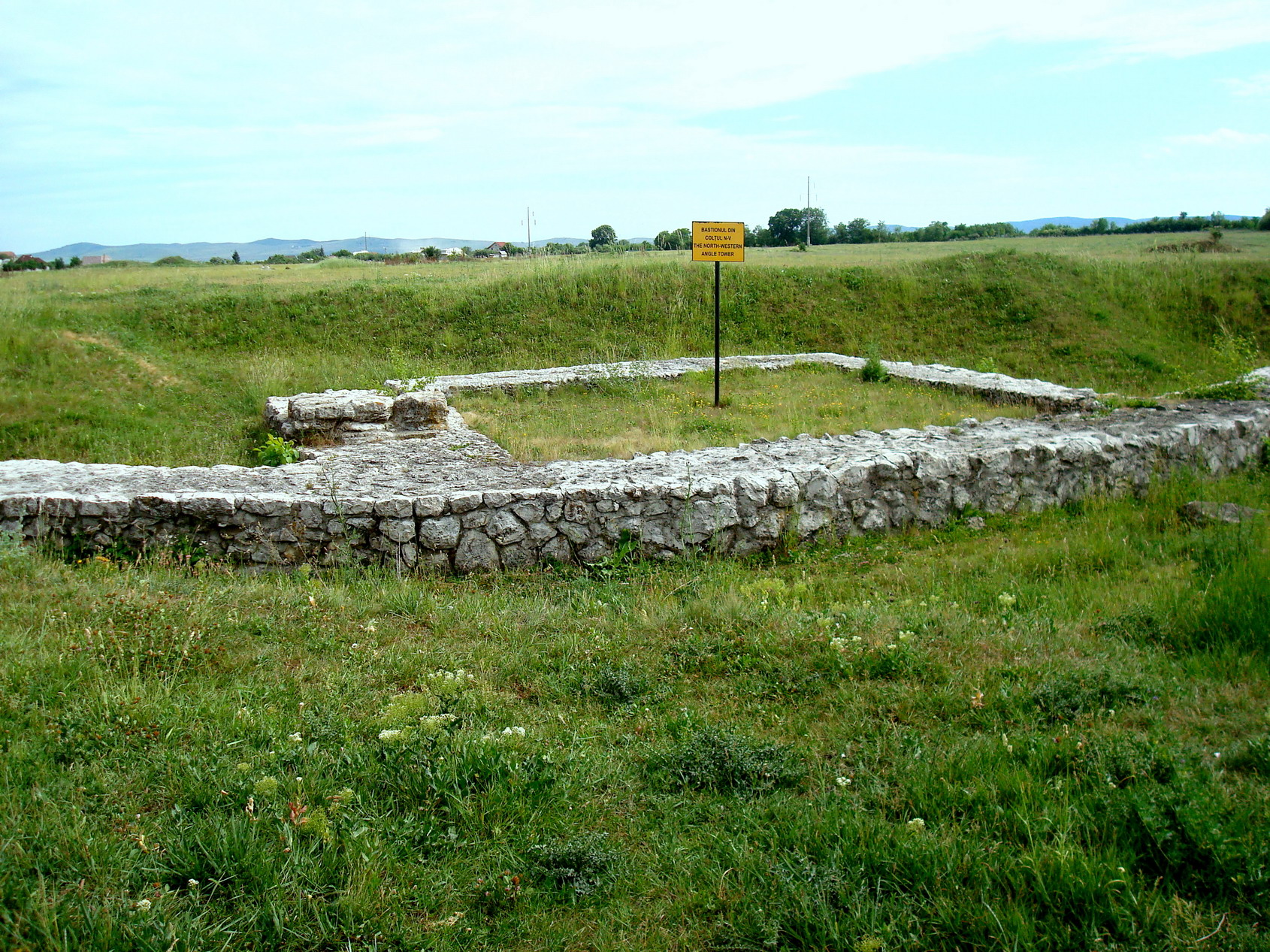
Bastionul din colțul nord-vestic al castrului Potaissa
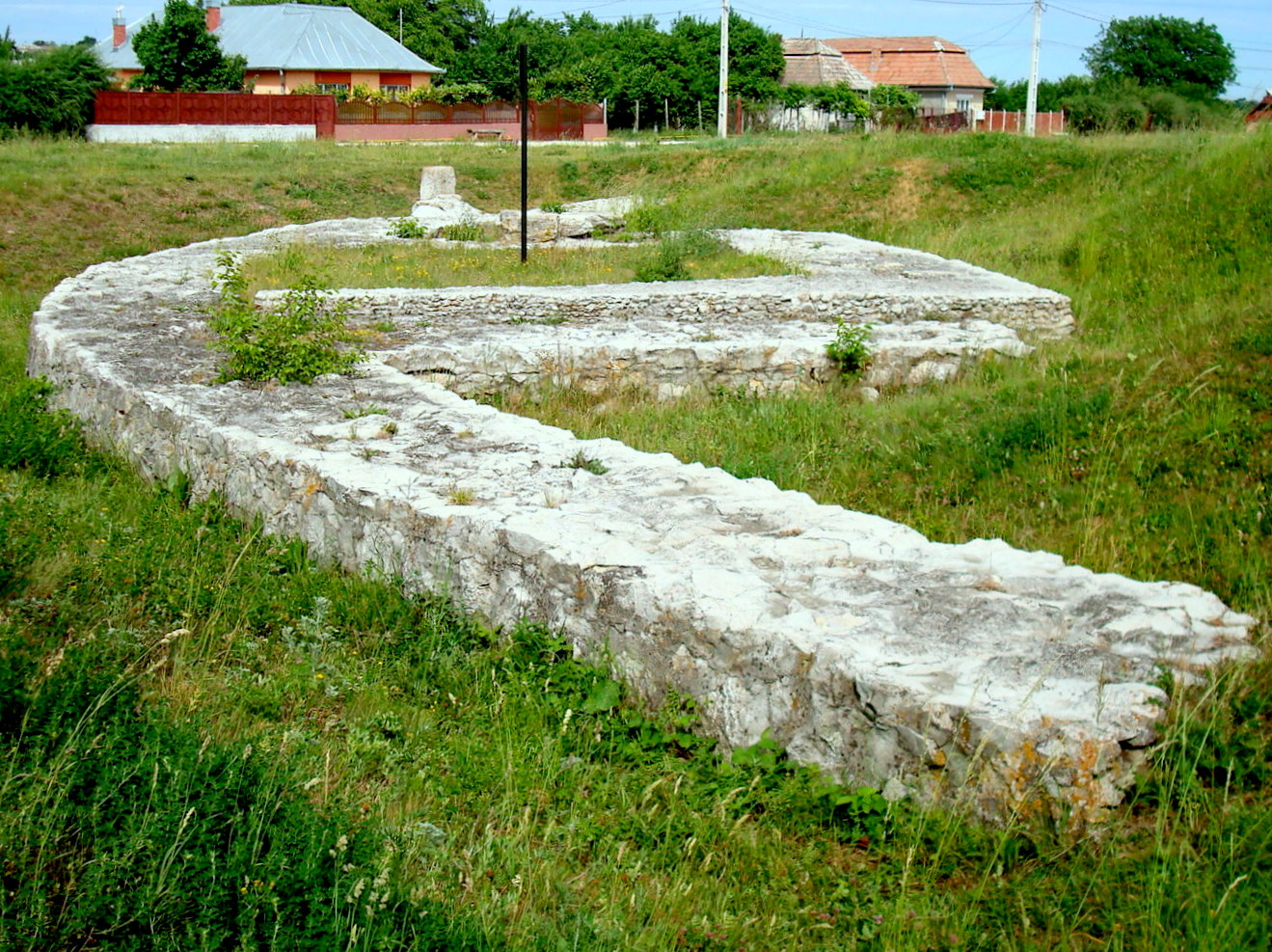
Bastionul din colțul nord-vestic al castrului Potaissa
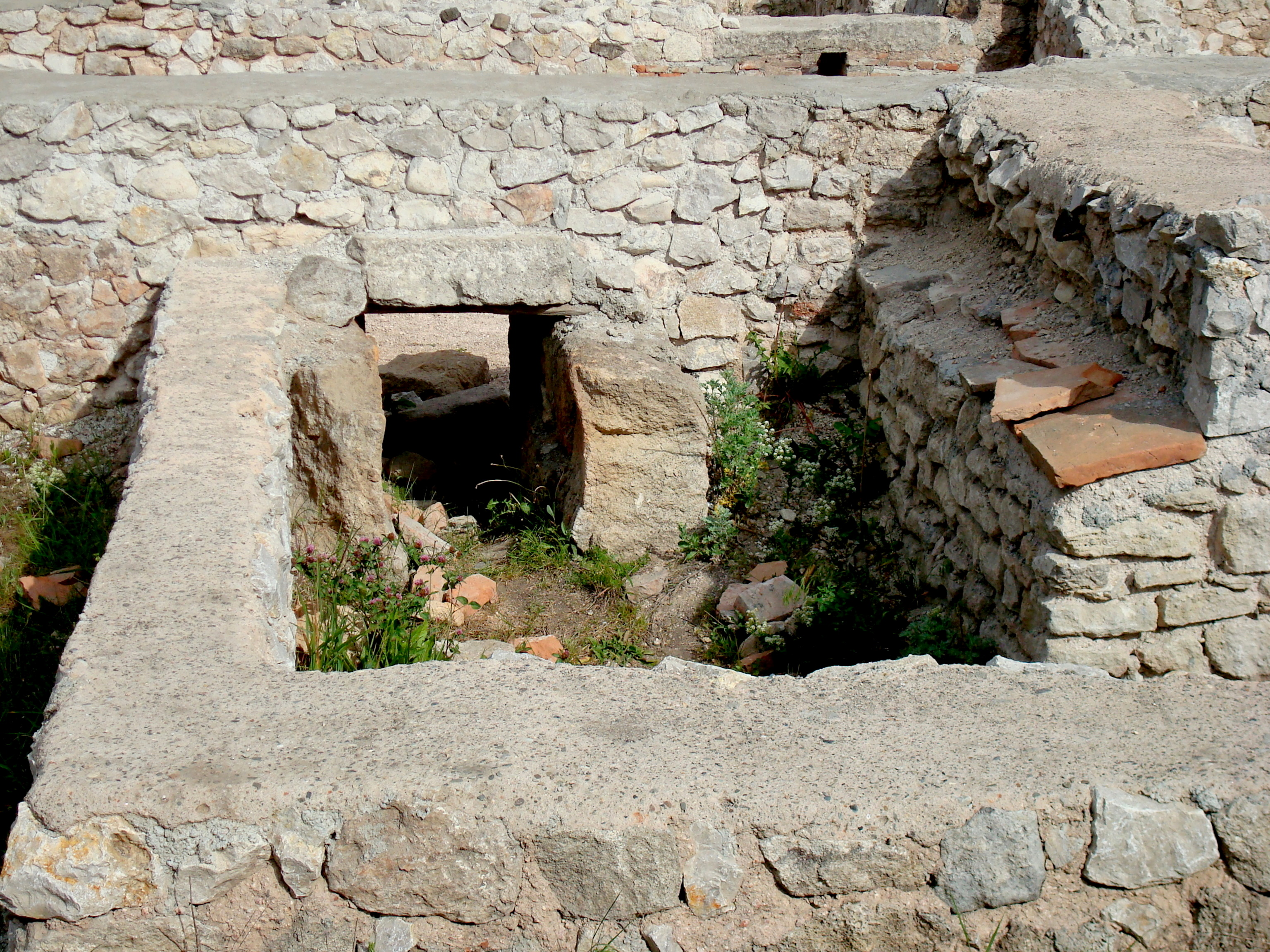
Termele
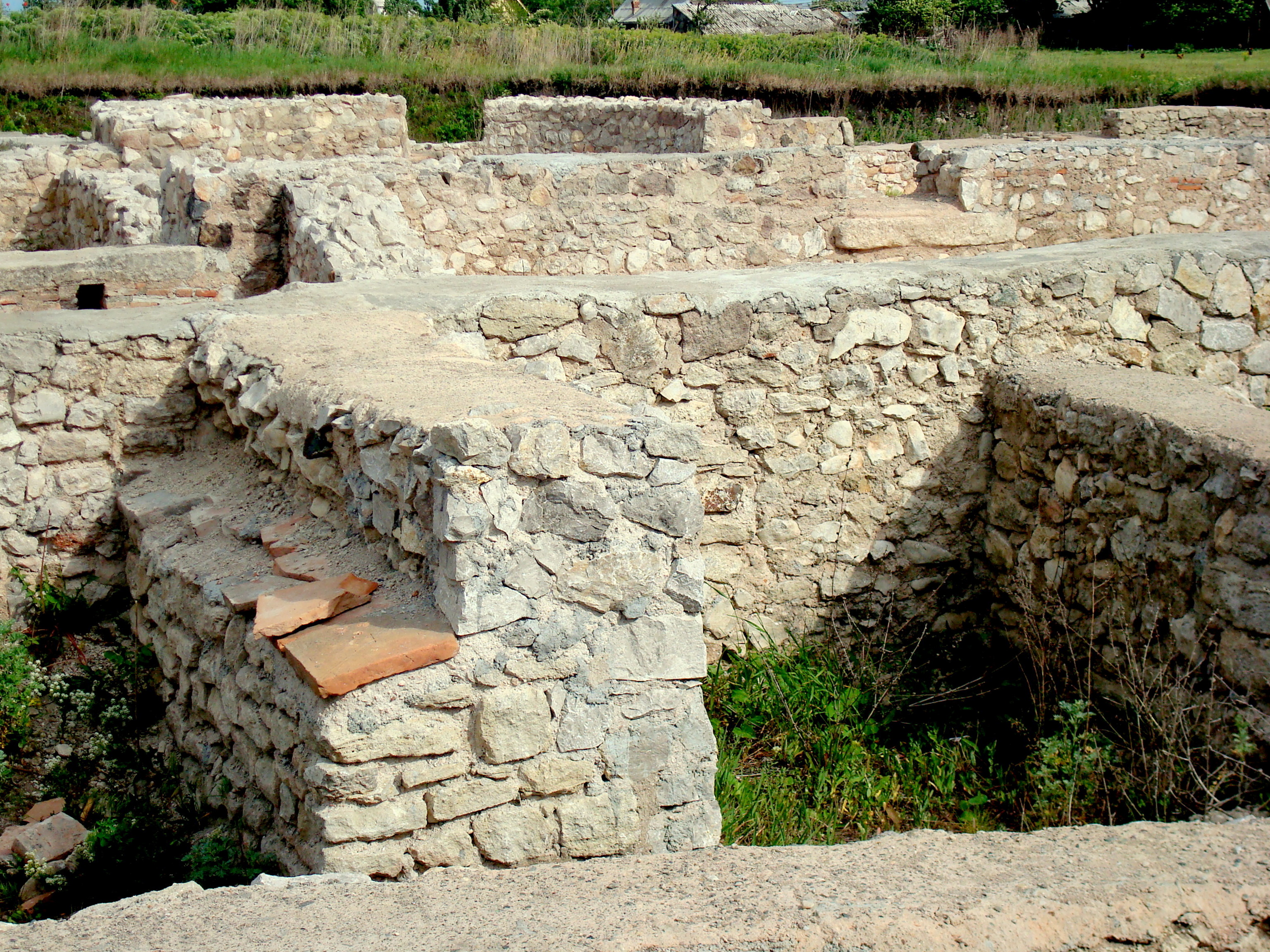
Termele
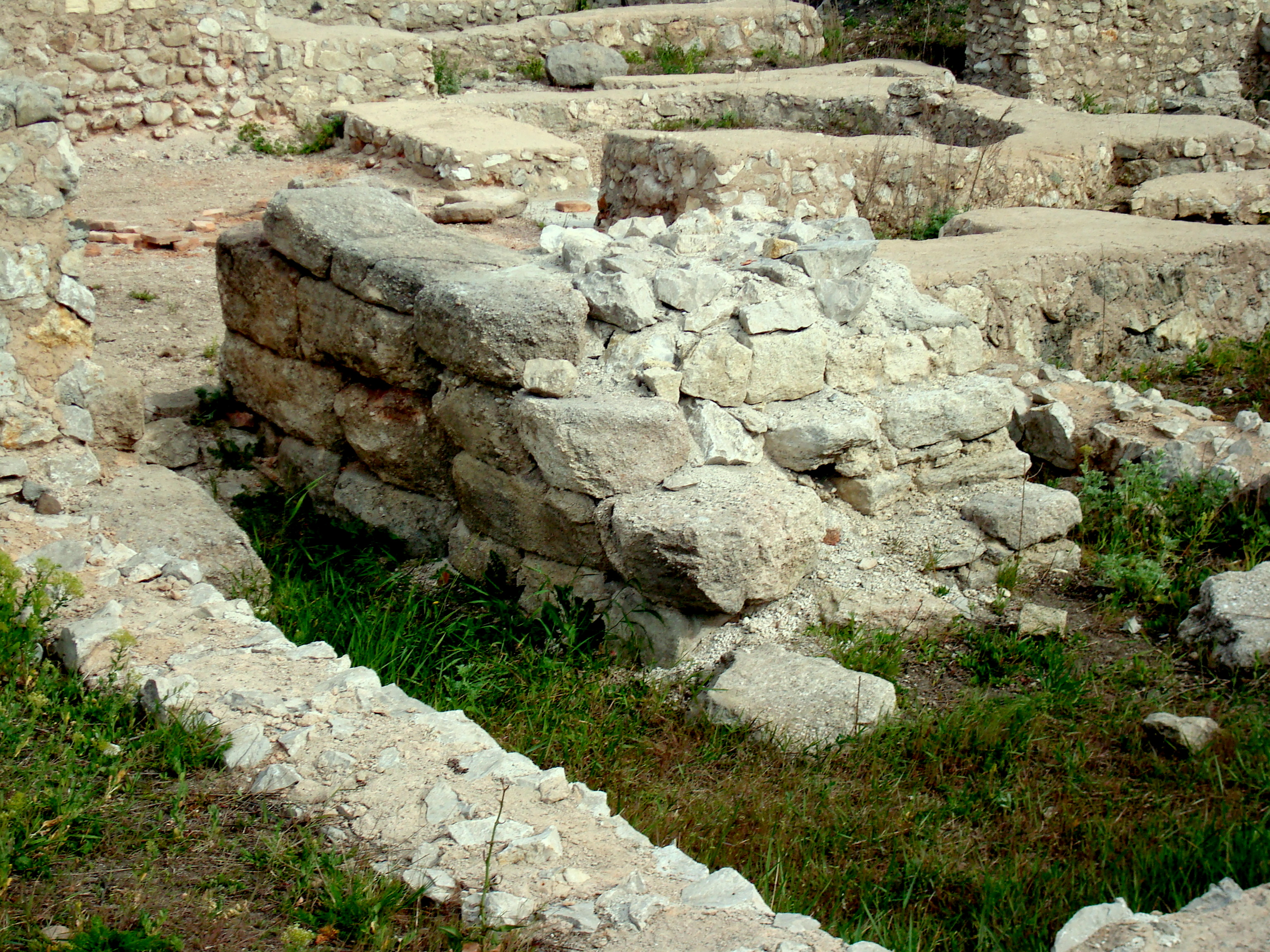
Termele
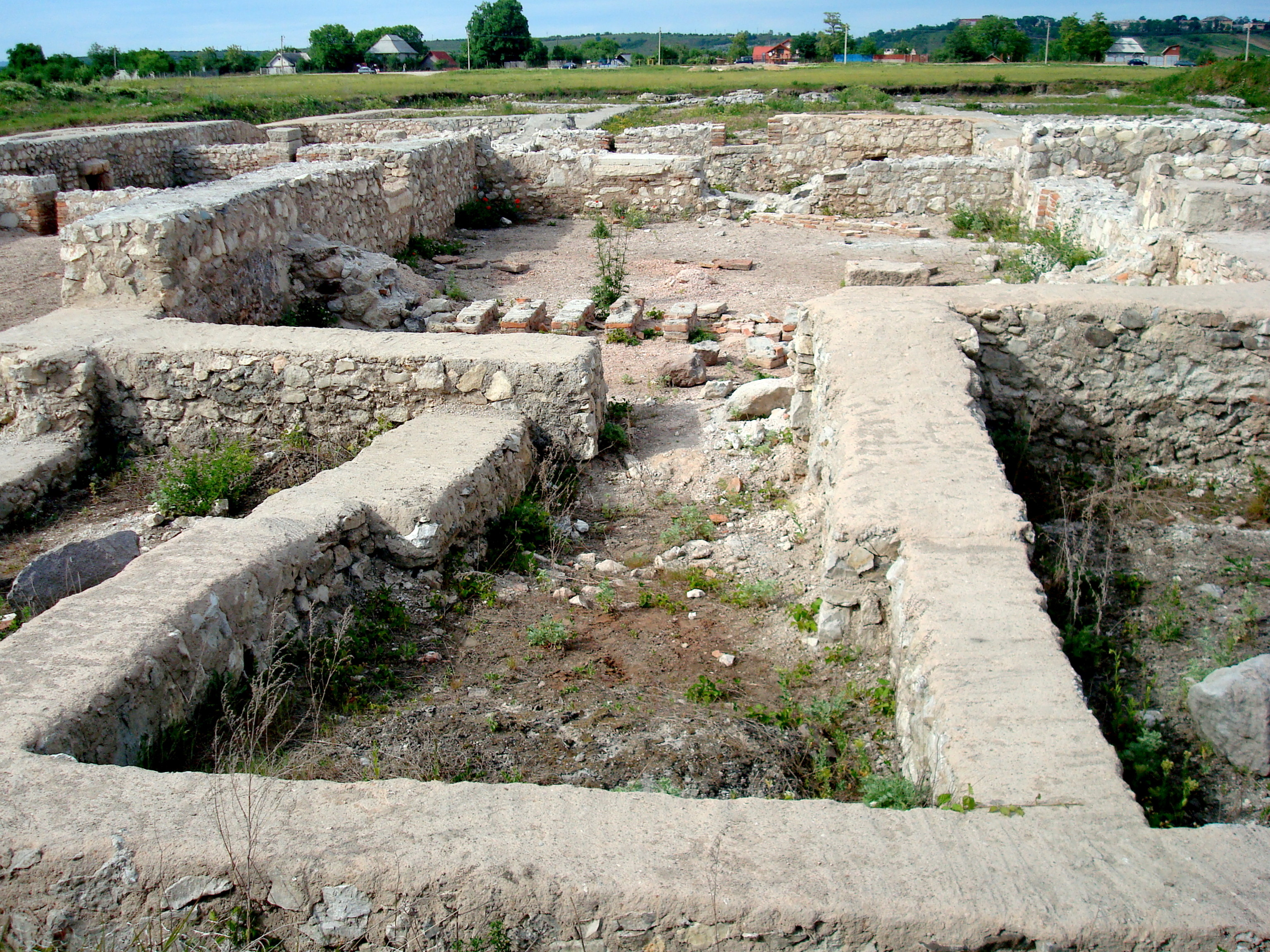
Termele
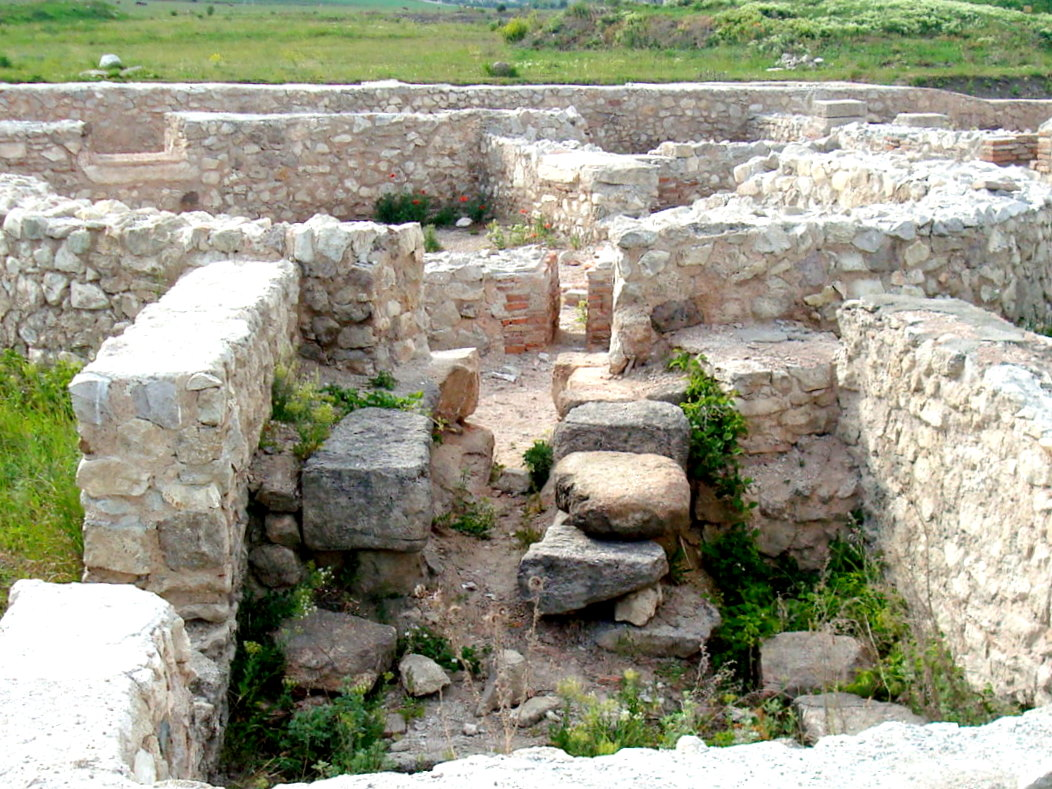
Termele
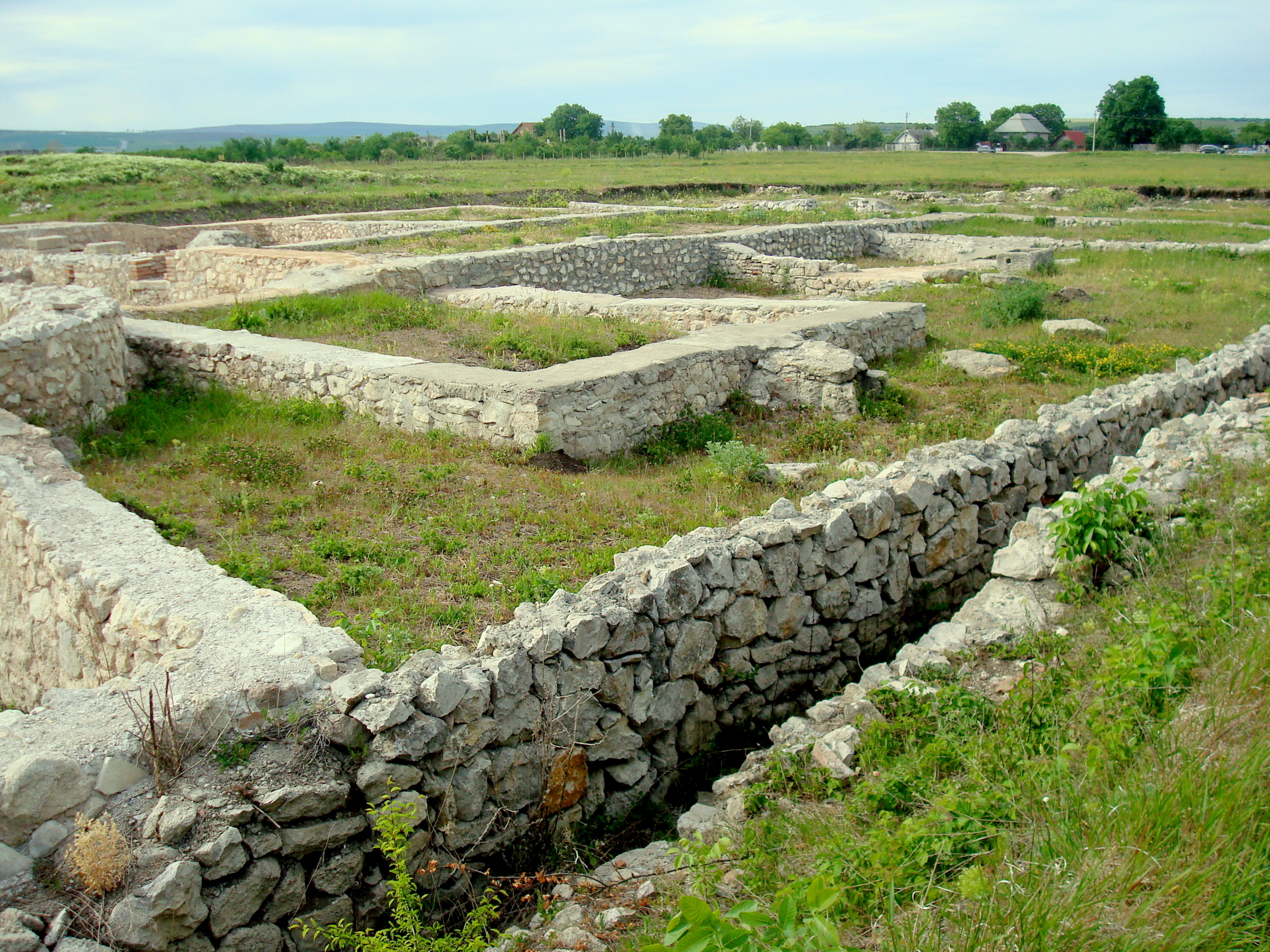
Termele
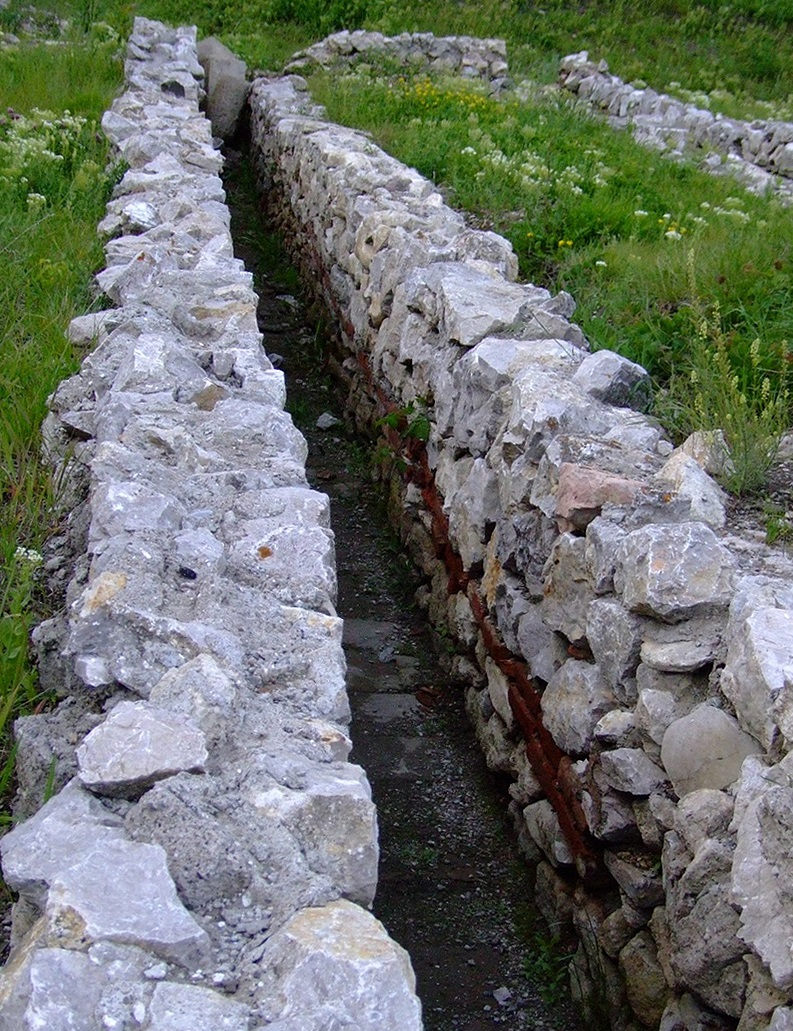
Canal de aducțiune a apei la terme
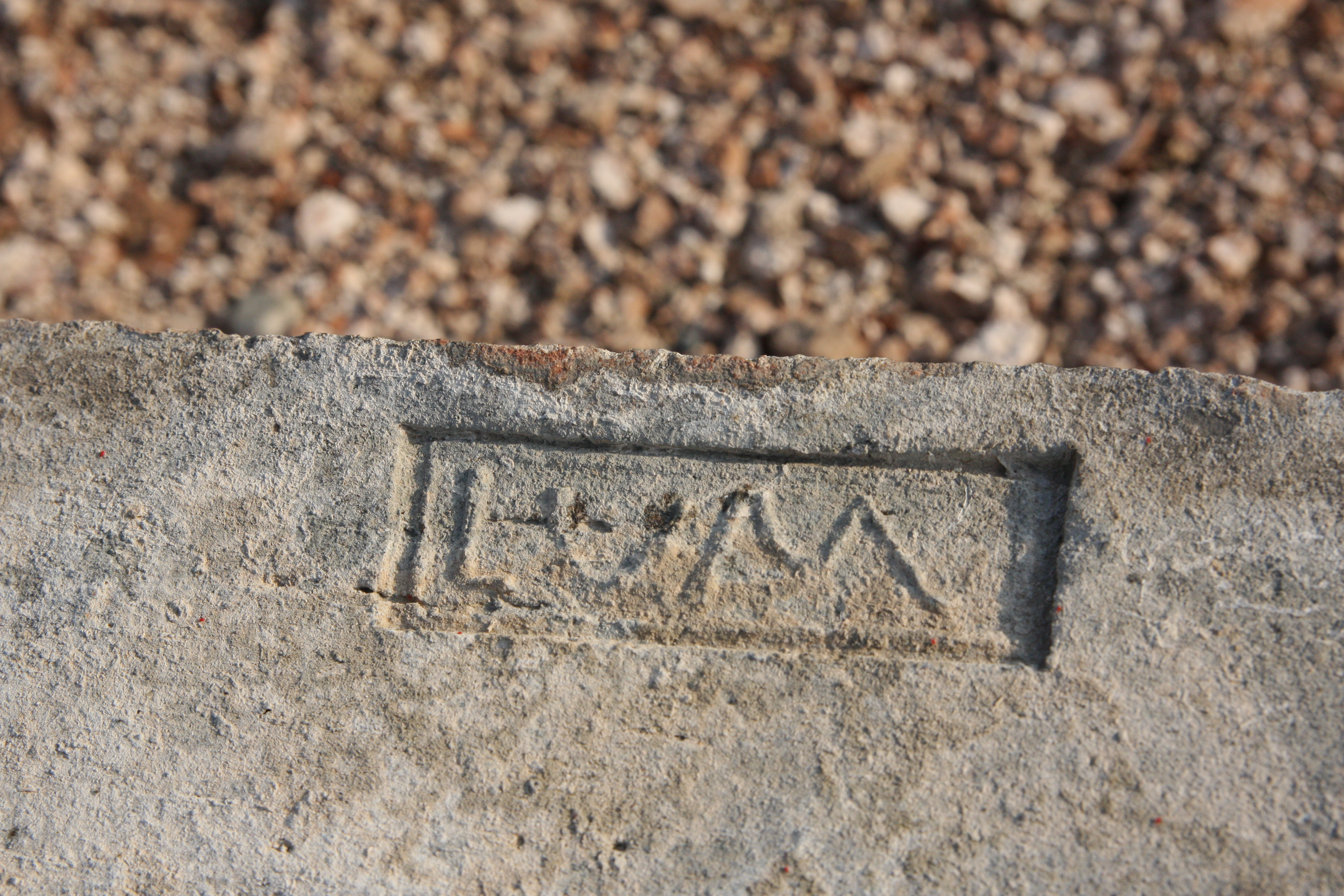
Inscripția LVM pe material tegular (Legiunea a V-a Macedonica)